# إميريفيلي (كاليفورنيا)
إميريفيلي (بالإنجليزية: Emeryville)‏ هي إحدى مدن مقاطعة ألاميدا، كاليفورنيا. تم إعطاءها لقب مدينة في 8 ديسمبر، 1896.

## الاقتصاد

### التوظيف
وفقاً لتقرير إمريفيل المالي السنوي للعام 2010, الشركات العشر الأكثر في عدد الموظفين هي:
| #  | الشركة                        | # عدد الموظفين |
| -- | ----------------------------- | -------------- |
| 1  | بيكسار                        | 1,200          |
| 2  | نوفرتيس                       | 797            |
| 3  | اي سي ترانزايت                | 475            |
| 4  | نادي أوكس كارد                | 419            |
| 5  | ليب فروغ انتربرايز            | 377            |
| 6  | إيكيا IKEA                    | 332            |
| 7  | جامعة إكسبريشن للفنون الرقمية | 256            |
| 8  | أمايريس                       | 234            |
| 9  | موبي تي في                    | 223            |
| 10 | مدينة إميريفيل                | 195            |